# 薩韋利耶沃湖
56°38′29″N 38°37′06″E / 56.64148516271164°N 38.61828568508139°E
薩韋利耶沃湖（俄语：Савельево），是俄羅斯的湖泊，位於該國西部雅羅斯拉夫爾州，由佩列斯拉夫爾區負責管轄，面積0.44平方公里，海拔高度166米，集水區面積25.2平方公里。